# Лос-Пальмитос
Лос-Пальмитос (исп. Los Palmitos) — город и муниципалитет на севере Колумбии, на территории департамента Сукре. Входит в состав субрегиона Ла-Сабана.

## История
Поселение, из которого позднее вырос город, было основано в 1933 году. Муниципалитет Лос-Пальмитос был выделен в отдельную административную единицу в 1968 году.

## Географическое положение

Муниципалитет Лос-Пальмитос

Город расположен на севере центральной части департамента, в пределах Прикарибской низменности, к востоку от горного хребта Серрания-де-Сан-Хасинто, на расстоянии приблизительно 12 километров к северо-востоку от города Синселехо, административного центра департамента. Абсолютная высота — 181 метр над уровнем моря.
Муниципалитет Лос-Пальмитос граничит на севере с территорией муниципалитета Овехас, на востоке — с муниципалитетом Сан-Педро, на юго-востоке — с муниципалитетом Синсе, на юге — с муниципалитетом Сан-Хуан-де-Бетулия, на юго-западе — с муниципалитетом Коросаль, на западе — с муниципалитетом Морроа, на северо-западе — с муниципалитетом Колосо. Площадь муниципалитета составляет 125 км².

## Население
По данным Национального административного департамента статистики Колумбии, совокупная численность населения города и муниципалитета в 2015 году составляла 19 257 человек.
Динамика численности населения муниципалитета по годам:
| 2005   | 2006   | 2007   | 2008   | 2009   | 2010   | 2011   | 2012   | 2013   | 2014   | 2015   |
| ------ | ------ | ------ | ------ | ------ | ------ | ------ | ------ | ------ | ------ | ------ |
| 19 315 | 19 319 | 19 312 | 19 294 | 19 284 | 19 286 | 19 283 | 19 282 | 19 270 | 19 276 | 19 257 |

Согласно данным переписи 2005 года мужчины составляли 51,7 % от населения Лос-Пальмитоса, женщины — соответственно 48,3 %. В расовом отношении белые и метисы составляли 99 % от населения города; индейцы — 0,8 %; негры, мулаты и райсальцы — 0,2 %.
Уровень грамотности среди всего населения составлял 81,5 %.

## Экономика
Основу экономики Лос-Пальмитоса составляет сельское хозяйство.

61,2 % от общего числа городских и муниципальных предприятий составляют предприятия торговой сферы, 19,4 % — промышленные предприятия, 18,3 % — предприятия сферы обслуживания, 1,1 % — предприятия иных отраслей экономики.

## Транспорт
Через город проходит национальное шоссе № 25.